# Monophyllaea singularis
Monophyllaea singularis är en tvåhjärtbladig växtart som först beskrevs av Isaac Bayley Balfour och William Wright Smith, och fick sitt nu gällande namn av Brian Laurence Burtt. Monophyllaea singularis ingår i släktet Monophyllaea och familjen Gesneriaceae.

## Underarter
Arten delas in i följande underarter:
- M. s. semiflorens
- M. s. singularis